# 2014 UR116
2014 UR116 es un asteroide que forma parte de los asteroides Apolo, descubierto el 1 de diciembre de 2008 por el equipo del Mount Lemmon Survey desde el Observatorio del Monte Lemmon, Arizona, Estados Unidos.

## Designación y nombre
Designado provisionalmente como 2014 UR116.

## Características orbitales
2014 UR116 está situado a una distancia media del Sol de 2,070 ua, pudiendo alejarse hasta 3,575 ua y acercarse hasta 0,5646 ua. Su excentricidad es 0,727 y la inclinación orbital 6,574 grados. Emplea 1087,98 días en completar una órbita alrededor del Sol.

## Características físicas
La magnitud absoluta de 2014 UR116 es 19,7.